# 金子美登
金子 美登（かねこ よしのり、1948年3月30日 - 2022年9月24日）は、埼玉県比企郡小川町の有機農業家（霧里農場代表）。特定非営利活動法人全国有機農業推進協議会理事長、元小川町議会議員。日本の有機農業の第一人者として知られる。

## 来歴
300年続く農家の長男として生まれた。高校卒業後は家業の農家を継ぎ、1968年に農林水産省農業者大学校に第1期生として入学。在学中、一楽照雄から指導を受け、有機農業を始める。1971年に卒業して以来、一貫して農薬や化学肥料を使わない有機農業を実践した。1975年には消費者との提携を10戸会費制を始める（後に1977年から「お札制」に変更）。1982年には有機農業の種苗交換会を始め、消費者30軒とお礼制で提携した。金子の取り組みによって、やがて集落の農家が全て有機農業に転換した。この事例は「小川町モデル」と呼ばれ、2010年度農林水産祭むらづくり部門で天皇杯を受賞した。
1999年から小川町議会議員として2019年まで5期務めた。
2015年秋、有機農業の先駆者として国内外から研修生を受け入れて技術を継承し、集落全体を有機栽培への転換につなげたとして、黄綬褒章を受章した。
2016年11月、アクティビストチーム「MOTHER EARTH」の一員として、環境省「つなげよう、支えよう森里川海プロジェクト」アンバサダーに任命される。
2017年、第6回毎日地球未来賞のクボタ賞を受賞。
2021年、ラプンツェル社による国際表彰ワンワールドアワードの生涯功労賞が贈られた。
2022年9月24日、心筋梗塞により逝去。74歳没。

## 人物
- 「有機農業は自然が100年で1センチつくる腐葉土を、人間の力で１０年に早めてやる仕事」をモットーとする[1]。
- 本業だけでなく、小川町でのゴルフ場開発反対運動を行っている[要出典]。環境問題に関心があった作家の有吉佐和子とも親交があった[要出典]。

- 霧里農場は公開見学会を奇数月に１回行っており、事前申し込みの会費制である。外部リンクの「クローズアップ現代」にある映像では、毎週末開催かのような説明がなされているが、それは間違いなので注意のこと[要出典]。「無農薬で米作りから酒造りを楽しむ会」を毎年主催している（2016年度で12回目）[要出典]。

## 著書
- 『未来を見つめる農場』（岩崎書店、1986年） ISBN 978-4-265-01410-1
- 『いのちを守る農場から』（家の光協会、1992年） ISBN 978-4-259-54411-9
- 『絵とき 金子さんちの有機家庭菜園』（家の光協会、2003年） ISBN 978-4-259-56041-6
- 『写真でわかる 金子さんちの有機家庭菜園』（家の光協会、2006年） ISBN 978-4-259-56142-0
- 『有機・無農薬でできる はじめての家庭菜園』（家の光協会、2008年） ISBN 978-4-415-30230-0
- 『イラストでわかる有機自給菜園』（家の光協会、2010年） ISBN 978-4-259-56310-3
- 『有機無農薬家庭菜園 ご当地ふるさと野菜の育て方』（成美堂出版、野口勲と共著2011年） ISBN 978-4-415-30991-0
- 『コンテナ・プランターでできるかんたん野菜づくり』（成美堂出版、2011年） ISBN 978-4-415-30990-3
- 『有機・無農薬でできる野菜づくり大事典』（成美堂出版、2012年） ISBN 978-4-415-30998-9

## テレビ出演
- 超・人ビルトゥオーソ　21世紀農家〜有機農家／金子美登〜（BS-TBS、2008年9月14日放送）
- プロフェッショナル 仕事の流儀（NHK、2010年1月5日放送）[8]。

## 雑誌
- 「金子美登→カリスマ農家の原点」 - BRUTUS（マガジンハウス、2010年1月1日・15日合併号）[9]。